# Clinton County (Indiana)
Clinton County is een county in de Amerikaanse staat Indiana.
De county heeft een landoppervlakte van 1.049 km² en telt 33.866 inwoners (volkstelling 2000). De hoofdplaats is Frankfort.

## Bevolkingsontwikkeling

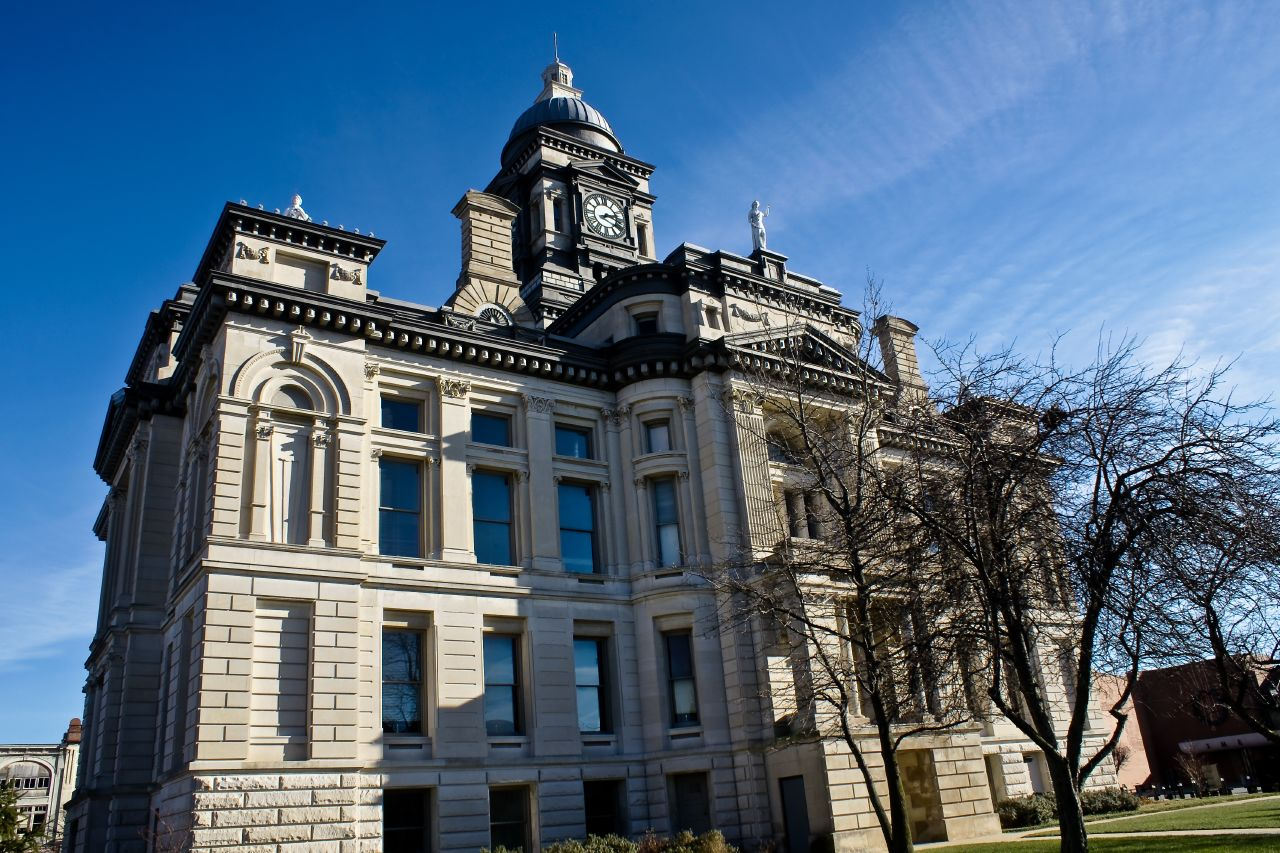
Clinton County Courthouse